# IC 288
IC 288 ist eine linsenförmige Galaxie vom Hubble-Typ SB0/a? im Sternbild Perseus am Nordsternhimmel. Sie ist schätzungsweise 231 Millionen Lichtjahre von der Milchstraße entfernt und hat einen Durchmesser von etwa 80.000 Lichtjahren. Vom Sonnensystem aus entfernt sich die Galaxie mit einer errechneten Radialgeschwindigkeit von näherungsweise 5.000 Kilometern pro Sekunde.
Sie gilt als Mitglied der 54 Galaxien umfassenden Lyons Groups of Galaxies LGG 88. 
Das Objekt wurde am 31. Oktober 1888 vom US-amerikanischen Astronomen Lewis Swift entdeckt.

## Galaktisches Umfeld
| Nr. | Galaxie          | Alternativname          | Rek           | Dek           | Distanz/asec |
| --- | ---------------- | ----------------------- | ------------- | ------------- | ------------ |
| →   | IC 288           | LEDA/PGC 11702          | 03h07m32.91s  | +42d23m15.2s  | 0            |
| 1   | LEDA/PGC 2197526 | 2MASX J03072062+4222111 | 03h07m20.62s  | +42d22m11.2s  | 150.52       |
| 2   | LEDA/PGC 2198928 | 2MASX J03081269+4226319 | 03h08m12.70s  | +42d26m31.8s  | 482.22       |
| 3   | LEDA/PGC 2195545 | 2MASX J03070609+4216121 | 03h07m06.12s  | +42d16m12.3s  | 516.67       |
| 4   | LEDA/PGC 2194676 | 2MASX J03073546+4213271 | 03h07m35.44s  | +42d13m27.3s  | 588.55       |
| 5   | LEDA/PGC 11669   | 2MASX J03065198+4231231 | 03h06m51.99s  | +42d31m23.1s  | 665.67       |
| 6   | LEDA/PGC 2202949 | 2MASX J03073630+4238071 | 03h07m36.33s  | +42d38m07.3s  | 891.47       |
| 7   | LEDA/PGC 2202949 | 2MASX J03073630+4238071 | 03h07m36.33s  | +42d38m07.3s  | 892.50       |
| 8   | IC 284           | LEDA/PGC 11643          | 03h06m09.91s  | +42d22m18.9s  | 921.19       |
| 9   | LEDA/PGC 2193239 | 2MASX J03080127+4208450 | 03h08m01.27s  | +42d08m45.1s  | 924.61       |
| 10  | LEDA/PGC 2195195 | 2MASX J03062019+4215000 | 03h06m20.234s | +42d14m59.69s | 946.20       |
| 11  | LEDA/PGC 11646   | 2MASX J03060656+4221569 | 03h06m06.55s  | +42d21m56.9s  | 960.61       |
| 12  | LEDA/PGC 2192949 | 2MASX J03080545+4207478 | 03h08m05.447s | +42d07m48.42s | 994.42       |